# Derecho en al-Ándalus
El derecho islámico en Al-Andalus, se incorpora desde primer momento de la conquista, bajo el Califato omeya, hasta la caída del Reino nazarí de Granada. No obstante, los juristas granadinos son exponente en Occidente del renacer de los estudios jurídicos esbozados en el siglo XIV en Oriente; la Madraza Yusufiyya de Granada formulará audaces soluciones jurídicas que se reflejan posteriormente en la práctica jurídica de todo el Occidente musulmán.
De las diversas Escuelas teológico-jurídicas que han existido en el Islam: la de Abu Hanifah, Malik ibn Anas, Al-Safi'i, Al-Awza'i, Sufyán al-Tawri y Yaqub ibn al-Layt, en España tendrán vigencia especialmente las doctrinas de Al-Awza'i y Malik.
En la primera época son las doctrinas de Al-Awza'i las que se aplican en España. Sus normas son las utilizadas en el comienzo de la conquista árabe en España. Más adelante, incluso ya en el reinado de Abd al-Rahman ben Muawiyya (757-796) se aplican con cierto eclecticismo las doctrinas de Al-Awza'i y de Malik según se comprueba por la biografía nº 1430 de Ibn al-Faradi en su obra Kitáb al-Ihtifal fi 'ulamá' al-Andalus (Libro de la celebración acerca de los sabios de al-Ándalus o Historia de los sabios de al-Ándalus). En esta obra, Ibn al-Faradi alude a un juez quien -afirma- «no se ceñía al ejercer su función a una determinada escuela jurídica, sino que seguía su buen saber y entender».
En Al-Ándalus, por lo tanto, existió desde el primer momento un derecho consuetudinario local en forma de usos agrícolas, muchos de ellos imperantes desde tiempo inmemorial, pero también este derecho consuetudinario cobró vida y hubo de evolucionar bajo dominio islámico. Es discutible, sin embargo, que existiera una costumbre y práctica jurídica contraria al derecho malikí. El propio Malik había previsto, a través de la formulación de su principio de al-masalih al-mursala (concepto próximo a bien público o bien común), el interés general prevalente en cada momento histórico, la adaptación del derecho a la vida.
Existió una cierta dicotomía entre el derecho malikí -teóricamente vigente- y la práctica jurídica seguida en la España musulmana. En al-Ándalus, para unos autores existió un derecho Islámico con peculiaridades propias, distinto en parte a la propia doctrina malikí, mientras que otros consideran que las enseñanzas jurídicas de Malik se aplicaron -tras los primeros tiempos de vigencia de otras doctrinas-, como las de Al-Awza-i, Layt b. Sa'd, Al-Tawri, y otras, en toda su plenitud.
Así, se considera que en Al-Ándalus, estuvo vigente, en materia de Ibadat (rituales religiosos), la doctrina de Malik o de sus glosadores en forma prioritaria y en materia de Muamalat (doctrinas de conducta en la vida privada), sobre todo las relaciones jurídicas "inter vivos" o "mortis causa", se aplicó en primer lugar la normativa malikí. No obstante, en numerosas ocasiones, basándose precisamente en el principio de al-masalih al-mursala se dieron soluciones peculiares.